# Supertaça Portuguesa de Futsal Feminino
A Supertaça de Futsal Feminino, é um troféu que se disputa todos os anos entre o vencedor do Campeonato Nacional Futsal Feminino e o vencedor da Taça de Portugal de Futsal Feminino. No caso de o mesmo clube se sagrar Campeão Nacional e vencer a Taça de Portugal (dobradinha) disputa-se um jogo entre o clube que ganhou o Campeonato e o que foi derrotado na final do Campeonato. Tradicionalmente, o jogo inaugura a época seguinte mas é referente à época anterior.

## Finais da competição
| Ano  |             | Final              | Final             | Final |
| Ano  | Vencedor    | Resultado          | Finalista vencido |       |
| ---- | ----------- | ------------------ | ----------------- | ----- |
| 2023 | SL Benfica  | 4 - 2              | GCR Nun'Álvares   |       |
| 2022 | SL Benfica  | 1 - 1 (4-3 g.p.)   | GCR Nun'Álvares   |       |
| 2021 | SL Benfica  | 1 - 0              | GCR Nun'Álvares   |       |
| 2019 | SL Benfica  | 4 - 4 (2 – 1 g.p.) | Novasemente       |       |
| 2018 | SL Benfica  | 4 - 3              | Novasemente       |       |
| 2017 | SL Benfica  | 3 - 0              | Novasemente       |       |
| 2016 | SL Benfica  | 7 - 7 (2 – 1 g.p.) | FC Vermoim        |       |
| 2015 | Novasemente | 7 - 1              | Quinta dos Lombos |       |
| 2014 | SL Benfica  | 6 - 2              | CR Golpilheira    |       |

### Desempenho por Clube
| Equipa            | Vencedor | Finalista vencido | Anos                                           | Anos             |
| ----------------- | -------- | ----------------- | ---------------------------------------------- | ---------------- |
| SL Benfica        | 8        | 0                 | 2014, 2016, 2017, 2018, 2019, 2021, 2022, 2023 | -                |
| Novasemente       | 1        | 3                 | 2015                                           | 2017, 2018, 2019 |
| GCR Nun'Álvares   | 0        | 3                 | -                                              | 2021, 2022, 2023 |
| CR Golpilheira    | 0        | 1                 | -                                              | 2014             |
| Quinta dos Lombos | 0        | 1                 | -                                              | 2015             |
| FC Vermoim        | 0        | 1                 | -                                              | 2016             |